# マダラウミヘビ
マダラウミヘビ(斑海蛇、Hydrophis cyanocinctus)は、爬虫綱有鱗目コブラ科ウミヘビ属に分類されるヘビ。有毒で、神経毒を持っている。

## 分布
南西諸島沿岸に分布するが、まれに本州でも見られる。国外には、東アジア沿岸からペルシア湾まで。

## 形態
全長110-180cm、頭胴長は100-170cm。
背面は薄黄色ないし黄褐色で、黒色の帯状の模様が横に入る。
頭部は小型で、鼻孔は背面側に開く。また、頭部には黒色の模様が入るが、個体差が大きい。
体鱗列数は胴の中央部で37-47列、腹板は極めて小型で290-390枚、尾下板は37-57枚で交互に入る。
クロガシラウミヘビとは、側頭板が二枚であるところ(クロガシラウミヘビはほとんどの個体が側頭板が一枚のみ)で区別できる。

## 生態
その生態は詳しくは分かっていない。主に魚を食べるとされる。性質は荒い。

### 繁殖
胎生で、仔蛇は一度に3-15程が産まれる。

## 人間との関係
特定動物に指定されている。神経毒を持つ毒蛇であり、比較的荒い性質がある。ことに陸上では攻撃性が増すことが予想され、重大な事故に繋がる危険性がある。